# Мехадика (Караш-Северин)
Мехадика (рум. Mehadica) насеље је и општина у Румунији у жупанији Караш-Северин. Oпштина се налази на надморској висини од 359 m.

## Прошлост
Аустријски царски ревизор Ерлер је 1774. године констатовао да место "Мехедика" припада Оршовском округу и дистрикту. Село има милитарски карактер а становиштво је било претежно влашко. У месту је у 19. веку постојала православна парохија, која припада Мехадијском протопрезвирату. Ту 1824. године службују три свештеника, сви из породице Рошковић: пароси Павел и Теодор, са капеланом Николајем.

## Становништво
Према подацима из 2002. године у насељу је живело 922 становника.

### Попис2002.
| Расподела становништва по националности 2002.‍ | Расподела становништва по националности 2002.‍ | Расподела становништва по националности 2002.‍ | Расподела становништва по националности 2002.‍ | Расподела становништва по националности 2002.‍ |
| --------------------------------------------- | --------------------------------------------- | --------------------------------------------- | --------------------------------------------- | --------------------------------------------- |
|                                               |                                               |                                               |                                               |                                               |
| Румуни                                        | Румуни                                        |                                               | 894                                           | 97,3%                                         |
| Мађари                                        | Мађари                                        |                                               | 5                                             | 0,5%                                          |
| Роми                                          | Роми                                          |                                               | 20                                            | 2,2%                                          |